# 고성읍 (폐지)
고성읍(高城邑)은 1919년부터 1954년까지 고성군의 군청소재지였던 곳이다. 한국 전쟁 후 대부분 지역이 비무장지대 내에 위치하게 되면서 폐허가 되었다. 대한민국의 구 고성읍 지역은 고성군 현내면에 편입되었다.
대한민국 측의 옛 고성읍 지역에는 주민이 거주하지 않고 출입 영농도 이뤄지지 않으나, 허가를 받으면 통일전망대, 제진역 및 기타 통일 관련 시설을 방문할 수 있다.

## 연혁
- 1914년 4월 1일 : 고성군을 간성군에 합군하면서 동면과 안창면을 합쳐 고성면이 되었다.
- 1919년 5월 15일 : 간성군을 고성군으로 개칭하면서 군청소재지가 되었다.
- 1941년 10월 1일 : 고성면이 고성읍으로 승격하였다.
- 1952년 12월 : 조선민주주의인민공화국의 행정구역 개편으로 북쪽의 고성읍이 구읍리·해금강리·고봉리·초구리로 개편되고, 군(郡)인민위원회가 외금강면 온정리로 옮겼다.
- 1953년 7월 27일 : 한국 전쟁의 결과, 대한민국이 고성읍의 남부를 수복하였다.
- 1953년 12월 : 조선민주주의인민공화국이 옛 장전읍으로 군(郡)인민위원회를 옮기고, 이곳을 고성읍으로 하였다.[2]
- 1954년 11월 17일 : 대한민국 강원도의 행정권이 회복되면서 고성군청을 간성면에 두고, 현내면에 고성읍의 수복지구(송현·명호·송도진·대강리)가 편입되었다.[3]

## 1954년 이전의 법정리
| 리(里) |
| --- |
| 동(東), 송현(松峴), 명호(明湖), 송도진(松島津), 대강(大康), 서(西), 말무(末茂), 입석(立石), 봉수(烽燧), 포외진(浦外津), 보호(寶湖), 고봉(高峰), 감월(鑑月) |